# Accordo di Edimburgo
L'Accordo di Edimburgo o Decisione di Edimburgo è un accordo raggiunto nella riunione del Consiglio europeo di Edimburgo del dicembre 1992, che ha garantito alla Danimarca quattro deroghe al Trattato di Maastricht in modo che questo potesse essere ratificato dalla Danimarca stessa. Quanto sopra si è reso necessario poiché, senza la ratifica di tutti gli stati membri dell'Unione europea, il trattato non poteva entrare in vigore. La Danimarca aveva già bocciato il Trattato di Maastricht con un referendum nel 1992, ma con l'aggiunta dell'Accordo di Edimburgo, lo ratificò mediante un nuovo referendum svoltosi nel 1993. Gli stati membri dell'UE che già avevano provveduto a ratificare il Trattato di Maastricht, non ebbero bisogno di ratificarlo nuovamente.
Le quattro deroghe garantite alla Danimarca sono le seguenti:

## SEZIONE A: Cittadinanza
«Le disposizioni della parte seconda del trattato che istituisce la Comunità europea riguardanti la cittadinanza dell'Unione conferiscono ai cittadini degli Stati membri diritti e tutela complementari come precisato nella parte stessa. Questi ultimi non si sostituiscono in alcun modo alla cittadinanza del singolo Stato. La questione se una persona abbia cittadinanza di uno Stato membro è definita esclusivamente in riferimento al diritto nazionale dello Stato membro interessato.»
NOTA: Con l'adozione di una disposizione simile riguardo a tutti gli stati membri prevista dal Trattato di Amsterdam, questa opt-out ha de facto perso significato.

## SEZIONE B: Unione economica e monetaria
1. «Il protocollo su talune disposizioni relative alla Danimarca, allegato al trattato che istituisce la Comunità europea attribuisce alla Danimarca il diritto di notificare al Consiglio delle Comunità europee la sua posizione in merito alla partecipazione alla terza fase dell'Unione economica e monetaria. La Danimarca ha notificato che non parteciperà alla terza fase. Tale modifica avrà effetto a partire dal momento in cui si applicherà la presente decisione.»
2. «Di conseguenza la Danimarca non parteciperà alla moneta unica e non sarà vincolata dalle norme in materia di politica economica che si applicano esclusivamente agli Stati membri partecipanti alla terza fase dell'Unione economica e monetaria e manterrà i poteri di cui dispone attualmente in materia di politica monetaria in virtù delle disposizioni legislative e regolamentari nazionali, compresi i poteri spettanti alla Banca nazionale di Danimarca nel settore della politica monetaria.»
3. «La Danimarca parteciperà pienamente alla seconda fase dell'Unione economica e monetaria e continuerà a partecipare alla cooperazione in materia di politica dei cambi nell'ambito del Sistema Monetario Europeo.»

## SEZIONE C: Politica in materia di difesa
«I capi di Stato e di governo prendono atto che, accogliendo l'invito dell'Unione europea occidentale (UEO), la Danimarca ha assunto lo status di osservatore presso tale organizzazione. Essi prendono altresì atto che il trattato sull'Unione europea non impegna in alcun modo la Danimarca a diventare membro dell'UEO. Di conseguenza la Danimarca non partecipa all'elaborazione e all'attuazione di decisioni e iniziative dell'Unione con implicazioni in materia di difesa, ma non ostacolerà lo sviluppo di una più stretta cooperazione tra gli Stati membri in questo settore. »

## SEZIONE D: Giustizia e affari interni
«La Danimarca parteciperà appieno alla cooperazione nei settori della giustizia e degli affari interni in base alle disposizioni del titolo VI del trattato sull'Unione europea. »